# Nisrine Dinar
Nisrine Dinar (in arabo نسرين دينار‎?; 14 gennaio 1988) è un'ex astista marocchina.

## Record nazionali
- Salto con l'asta: 4,05 m ( Rabat, 16 luglio 2006)

## Palmarès
| Anno | Manifestazione                    | Sede        | Evento           | Risultato | Prestazione | Note |
| ---- | --------------------------------- | ----------- | ---------------- | --------- | ----------- | ---- |
| 2003 | Africani juniores                 | Garoua      | Salto con l'asta | Oro       | 3,20 m      |      |
| 2004 | Africani                          | Brazzaville | Salto con l'asta | 4ª        | 3,50 m      |      |
| 2004 | Arabi juniores                    | Rabat       | Salto con l'asta | Oro       | 3,70 m      |      |
| 2004 | Giochi panarabi                   | Algeri      | Salto con l'asta | Argento   | 3,50 m      |      |
| 2004 | Giochi del Mediterraneo           | Almería     | Salto con l'asta | 8ª (q)    | 3,75 m      |      |
| 2004 | Mondiali allievi                  | Marrakech   | Salto con l'asta | 8ª        | 3,60 m      |      |
| 2004 | Giochi della Francofonia          | Niamey      | Salto con l'asta | 7ª        | 3,40 m      |      |
| 2006 | Africani                          | Bambous     | Salto con l'asta | Argento   | 3,60 m      |      |
| 2007 | Arabi                             | Amman       | Salto con l'asta | Oro       | 4,00 m      |      |
| 2007 | Universiadi                       | Bangkok     | Salto con l'asta | 18ª (q)   | 3,80 m      |      |
| 2007 | Giochi panarabi                   | Il Cairo    | Salto con l'asta | Argento   | 3,80 m      |      |
| 2008 | Africani                          | Addis Abeba | Salto con l'asta | Argento   | 3,80 m      |      |
| 2009 | Arabi                             | Damasco     | Salto con l'asta | Argento   | 3,80 m      |      |
| 2009 | Giochi della Francofonia          | Beirut      | Salto con l'asta | 4ª        | 3,70 m      |      |
| 2009 | Giochi del Mediterraneo           | Pescara     | Salto con l'asta | 7ª        | 3,90 m      |      |
| 2010 | Africani                          | Nairobi     | Salto con l'asta | Oro       | 3,70 m      |      |
| 2011 | Arabi                             | al-'Ayn     | Salto con l'asta | Oro       | 3,60 m      |      |
| 2011 | Giochi panarabi                   | Doha        | Salto con l'asta | Oro       | 3,91 m      |      |
| 2012 | Africani                          | Porto-Novo  | Salto con l'asta | nm        | nm          |      |
| 2013 | Arabi                             | Doha        | Salto con l'asta | Argento   | 3,90 m      |      |
| 2013 | Giochi della solidarietà islamica | Palembang   | Salto con l'asta | Bronzo    | 3,85 m      |      |
| 2014 | Africani                          | Marrakech   | Salto con l'asta | Argento   | 3,80 m      |      |
| 2015 | Arabi                             | Manama      | Salto con l'asta | Argento   | 3,70 m      |      |
| 2016 | Africani                          | Durban      | Salto con l'asta | Bronzo    | 3,80 m      |      |

## Altre competizioni internazionali
2014
- 6ª in Coppa continentale ( Marrakech) - salto con l'asta - 3,95